# Lhotka (district de Frýdek-Místek)
Pour les articles homonymes, voir Lhotka.
Lhotka (en allemand : Lhotka) est une commune du district de Frýdek-Místek, dans la région de Moravie-Silésie, en République tchèque. Sa population s'élevait à 559 habitants en 2021.

## Géographie
Lhotka se trouve à 11 km au sud-ouest de Frýdek-Místek, à 26 km au sud d'Ostrava et à 283 km à l'est-sud-est de Prague.
La commune est limitée par Palkovice au nord, par Metylovice à l'est, par Pstruží au sud-est et par Kozlovice au sud et à l'ouest.

## Histoire
La première mention écrite du village date de 1359.

## Transports
Par la route, Lhotka se trouve à 6 km de Frýdek-Místek, à 34 km d'Ostrava et à 352 km de Prague.